# 西尾浩司
西尾 浩司（にしお こうじ、1月11日 - ）は、日本の歌手。愛知県西尾市出身。

## 人物
歌謡曲歌手、西尾市出身、1月11日生まれ。趣味は車、カメラ。好きなアーティストは西城秀樹。18歳で上京、数年間モデルと俳優業、バンドボーカル等をした。2018年、キングレコードの歌手東山彩とともに歌謡曲ユニット 東→西「抹茶恋時雨」「どこまでも」で歌手デビューを果たした。「どこまでも」はカラオケDAM、JOYSOUND配信中、東海ラジオ番組主題歌である。ゆるキャラ「西尾くん」と同じ苗字ということで「西尾ず」を結成した。

## 出演

### レギュラー出演
- 愛知北FM 毎週木曜22：00～22：30「COCOン東西ラブハッピー」[3]

### 準レギュラー出演
- ぎふチャンラジオ 毎週月曜18：00～18：30「ゆっこ学園 COCOの春休み」

### ラジオCM
- COCOプロジェクト（MID FM）
- クラウンレコード「どこまでも」（ぎふチャン、MID FM、愛知北FM）

### WebCM
- 西尾市観光協会「抹茶かりんとう」

### ラジオ特番
- MID FM「プラス☆クラス」2018/8
- MID FM「プラス☆クラスVol.2」2018/12

### TV番組ゲスト
- ケーブルTV KATCH「情報カムカム」中の「 ベストヒットカムカム」2019/1
- Web番組ワイワイテレビ「ふゎりぃのお部屋」[4]2018

### ラジオ番組ゲスト等
- 東海ラジオ「26時の歌謡曲 東山彩の彩り彩彩」複数回
- MID FM「カラオケ天国」 複数回
- MID FM「全力ラジオ宣言」複数回
- 愛知北FM「ミュージック ログハウス」
- 愛知北FM「ふゎりぃのモーニングカフェ」
- Pitch FM「Pitch DOUBLE DECKER」

### イベントその他
- にしお映画「オシニンジャーX」魚屋役
- 高須まつり
- 東海秋の演歌祭り2018
- 三河一色みなとまつり
- 濃姫まつり
- 抹茶ウォークラリー
- MIDカラオケ天国 夜の歌謡祭
- にしおのど自慢カラオケ大会　 ほか

### 新聞雑誌掲載
- ミュージックスター 楽譜掲載
- 婦人公論
- 毎日新聞 多数
- 中日スポーツ
- 産経新聞
- クラブナゴヤ
- にしおデイズ
- カラオケ情報誌エース　ほか